# Blink (film)
|  | Denne artikel er oprettet af botten Steenthbot ud fra en ekstern database. Den kan derfor have sproglige fejl eller mangler. Denne skabelon kan fjernes efter kontrol af indholdet. |

 For alternative betydninger, se Blink. (Se også artikler, som begynder med Blink)
Blink er en dansk kortfilm fra 2021 instrueret af Christoffer Stenbakken.

## Handling
Da lillebror Alfred ikke kan sove, opfinder storebror William et venligt spøgelse i kælderen. Spøgelset fortæller ham, at han skal gå i seng. Williams godvillige forsøg viser sig, at have større konsekvenser og Alfred afslører, hvorfor han har svært ved at sove.

## Medvirkende
- Benjamin Ahnstrøm Sharifzadeh
- Albert Ahnstrøm Sharifzadeh
- Sofie-Mai Beckles Graae Tranberg